# Индийская сигарная ставрида
Индийская сигарная ставрида, или индийская десятипёрка (лат. Decapterus russelli), — вид лучепёрых рыб из семейства ставридовых (Carangidae). Распространены в Индо-Тихоокеанской области, через Суэцкий канал проникли в Средиземное море. Максимальная длина тела 45 см. Морские пелагические рыбы. Имеют важное промысловое значение.
Видовое название дано в честь шотландского хирурга и герпетолога Патрика Расселла (лат. Patrick Russell) (1726—1805), который первым описал данный вид рыб в 1803 году, но не присвоил ему научного названия.

## Описание
Тело вытянутое, умеренно тонкое, слегка сжато с боков, покрыто мелкой циклоидной чешуёй. Чешуя на голове не заходит вперёд далее центра глаза. Глаза умеренной величины, почти полностью закрыты жировым веком; остаётся открытой только небольшая вертикальная щель в центре глаза. Окончание верхней челюсти прямое сверху и немного вогнутое снизу. Зубы на обеих челюстях мелкие, расположены полосками в переднейчасти и в один ряд по бокам. На верхней части первой жаберной дуги 10—14 жаберных тычинок, а на нижней части 30—39 жаберных тычинок. Край вторичного пояса грудного плавника (cleithrum) с двумя небольшими бугорками. Два спинных плавника. В первом спинном плавнике 8 жёстких лучей, а во втором — 1 жёсткий и 28—33 (включая дополнительный плавничок) мягких лучей. В анальном плавнике 1 колючий и 25—29 мягких лучей, перед плавником расположены 2 колючки. Последний мягкий луч спинного и анального плавников отделён от остальных лучей и представляет собой дополнительный плавничок. Грудные плавники короткие (короче длины головы), серповидной формы. Боковая линия делает невысокую вытянутую дугу в передней части, а затем (на уровне 11—13 мягкого луча второго спинного плавника) идёт прямо до хвостового стебля. В выгнутой части 42—62 чешуи и 0—4 костных щитков; в прямой части 0—4 чешуек и 30—40 костных щитков. Хвостовой плавник глубоко выемчатый. Позвонков: 10 туловищных и 14 хвостовых
Верхняя часть тела голубовато-зелёная, бока и брюхо серебристые. На верхнем крае жаберной крышки расположено небольшое чёрное пятно. Второй спинной плавник темноватый с гиалиновой нижней частью. Хвостовой плавник и остальные плавники гиалиновые, за исключением темноватых брюшных плавников у взрослых самцов.
Максимальная длина тела — 45 см, обычно до 30 см. Масса тела — до 110 г. По другим данным могут достигать массы 0,7 кг.

## Биология
Морские бентопелагические рыбы. Обитают в прибрежных водах на глубине от 40 до 275 м, образуют большие скопления, иногда встречаются небольшими группами у берегов в защищённых заливах и бухтах. Днём держатся у дна, а ночью рассеиваются и поднимаются ближе к поверхности. Питаются планктонными беспозвоночными. Достигают половой зрелости в течение первого года жизни при длине тела около 12 см.

## Ареал
Широко распространены в Индо-Тихоокеанской области от восточного побережья Африки до Индонезии, включая все океанические острова; и от Японии до Австралии. Через Суэцкий канал проникли в Средиземное море, где впервые обнаружены в 2006 году.

## Хозяйственное значение
Индийская сигарная ставрида является ценной промысловой рыбой на всём протяжении ареала. В 2010-х годах мировые уловы варьировали от 112,6 до 192,3 тысяч тонн. Промысел ведётся кошельковыми неводами и тралами. Больше всех ловят Таиланд и Малайзия. Реализуется в сушёном, солёном и замороженном виде, а также идёт на производство консервов.